# Liste des cathédrales du Niger
Cet article recense les cathédrales du Niger.

## Liste[1]
- Cathédrale Notre-Dame-de-Lourdes de Maradi
- Cathédrale Notre-Dame-du-Perpétuel-Secours à Niamey